# Outlook Web Access
Outlook Web Access (OWA) is de webmailservice van Microsoft Exchange Server 5.0 en hoger.
Met OWA kun je gebruikmaken van e-mail, kalenders, contacten, taken, notities en andere toepassingen van een Exchange Server mailbox wanneer je op een locatie bent waar je niet beschikt over Microsoft Outlook, maar wel een internetverbinding hebt, bijvoorbeeld in een internetcafé. Het belangrijkste verschil met Microsoft Outlook is dat die je ook laat werken met e-mail, kalenders enz. als je geen internetverbinding hebt.
Sinds Exchange Server 2000 bestaat OWA uit twee clients: OWA "Premium" bevat veel functies van Microsoft Outlook en heeft een vergelijkbare look and feel, maar werkt alleen met Internet Explorer 5 en hoger (in Exchange Server 2007 alleen met Internet Explorer 6 en hoger). OWA "Light" (voorheen "Basic" genoemd) levert minder functies en is bedoeld voor andere webbrowsers, maar kun je ook gebruiken met een langzame internetverbinding of op een computer met zeer strikte beveiligingsinstellingen voor de browser, bijvoorbeeld wanneer ActiveX-objecten en pop-ups geblokkeerd zijn.
OWA "Premium" was de eerste webapplicatie die AJAX gebruikte om gegevens te verversen zonder de webpagina in z'n geheel te verversen, lang voordat hiervoor de term AJAX bedacht werd. Het XMLHttpRequest object waarmee AJAX werkt komt voort uit het XMLHTTP ActiveX-object dat ontwikkeld is door het Outlook Web Access 2000 team, en in Internet Explorer 5.0 werd geïntroduceerd.